# Triepeolus sarothrinus
Triepeolus sarothrinus är en biart som först beskrevs av Cockerell 1929.  Triepeolus sarothrinus ingår i släktet Triepeolus och familjen långtungebin. Inga underarter finns listade i Catalogue of Life.